# Frank E. Baxter
Frank E. Baxter (nacido en 1938) es un empresario y diplomático estadounidense, miembro del Partido Republicano.
Oriundo del norte de California, Baxter se graduó en economía en la Universidad de California en Berkeley en 1961. Entre 1974 y 2002 trabajó en Jefferies and Company; en 1987 se convirtió en su CEO e inició el Investment Technology Group.
Durante la presidencia de George W. Bush se desempeñó como embajador en Uruguay entre 2006 y 2009. Posteriormente fue sucedido por David D. Nelson.